# 多爾丘克冰川
74°44′S 113°56′W / 74.733°S 113.933°W
多爾丘克冰川（英語：Dorchuck Glacier）是南極洲的冰川，位於瑪麗伯德地的沃爾格林海岸，長17公里，最終注入多特森冰架，美國地質調查局根據測量和該國海軍的空中照片繪入地圖，現時由南極條約體系管理。